# 交流電
交流電流（英語：alternating current，縮寫：AC）是指电流强度和电流方向都發生週期性變化的電流，在一個週期內的平均值為零。不同於直流電，後者的方向是不會隨著時間發生改變的，並且直流電沒有周期性變化。
通常波形為正弦曲線。交流電可以有效傳輸電力。但實際上還有應用其他的波形，例如三角形波、正方形波。生活中使用的市電就是具有正弦波形的交流電。

## 發展歷史

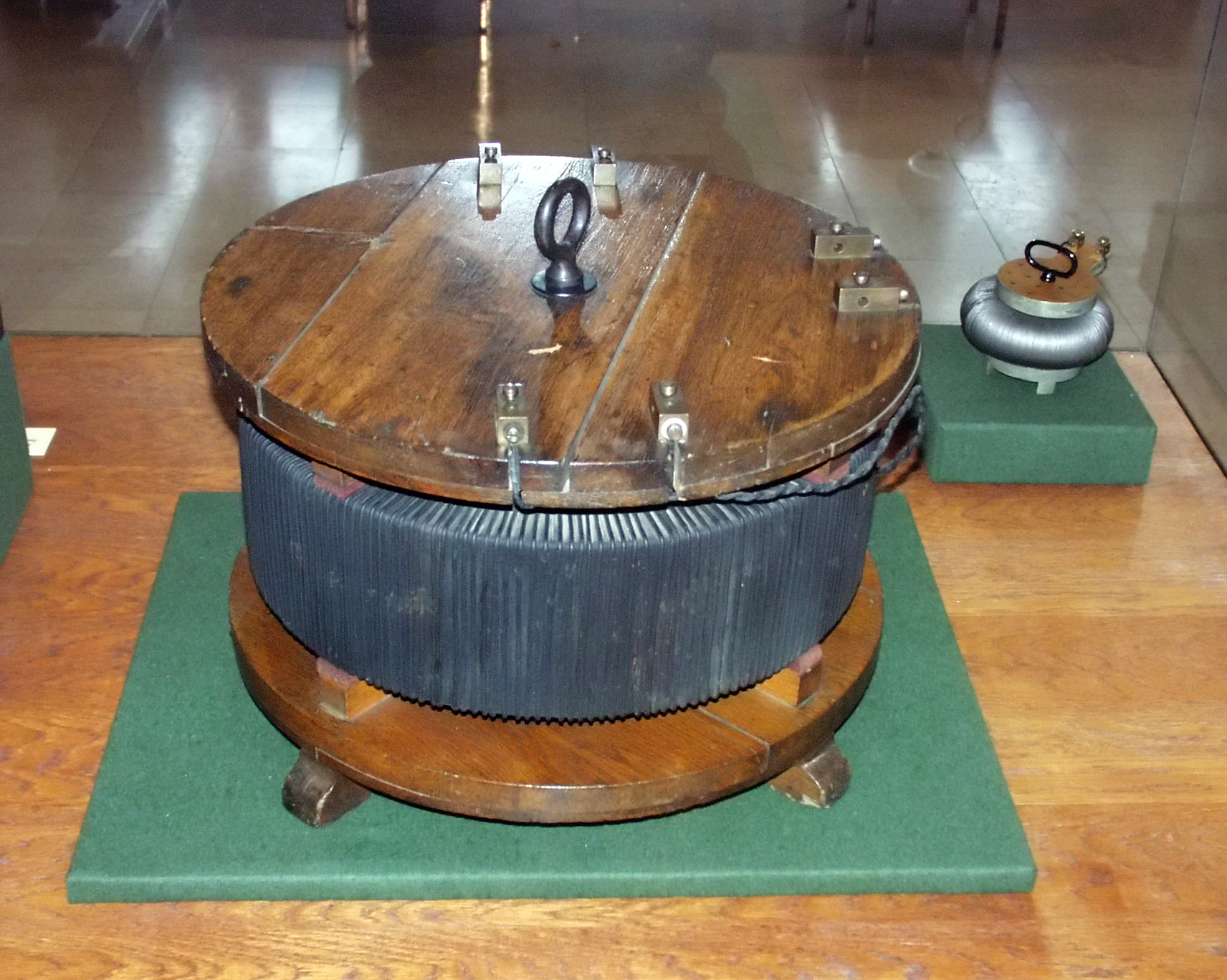
第一款發電機（Déri-Bláthy-Zipernowsky，布達佩斯，1885 年）。

当发现了电磁感应后，产生交流电流的方法就被知晓。早期的成品由英國人麥可·法拉第与法國人波利特·皮克西等人开发出来。
1882年，英国电工詹姆斯·戈登建造大型双相交流发电机。开尔文勋爵与塞巴斯蒂安·费兰蒂开发早期交流发电机，频率介于100赫兹至300赫兹之间。
1891年，尼古拉·特斯拉取得了“高频率”（15,000赫兹）交流发电机的专利。
1891年后，多相交流发电机被用来供应电流，此后的交流发电机的交流电流频率通常设计在16赫兹至100赫兹间，搭配弧光灯、白炽灯或电动机使用。
根据电磁感应定律，当导体周围的磁场发生变化，感应电流在导体中产生。通常情况下，旋转磁体称为转子，导体绕在铁芯上的线圈内的固定组，称为定子，当其跨越磁场时，便产生电流。产生交流电的基本机械称为交流發電機。

## 简谐交流电
根据傅里叶级数的原理，周期函数都可以展开为以正弦函数、余弦函数组成的无穷级数，任何非简谐的交流电也可以分解为一系列简谐正余弦交流电的合成。

### 频率

日本的電力系統包含了50及60赫茲，兩者以高壓直流聯網。

交流电的频率是指它单位时间内周期性变化的次数，单位是赫兹，与周期成倒数关系。日常生活中的交流电的频率一般为50赫兹或60赫茲，而无线电技术中涉及的交流电频率一般较大，达到千赫兹（kHz）甚至百萬赫兹（MHz）的度量。不同国家和地区的电力系统的交流电频率不同。在亚洲使用50赫兹的国家和地区主要有中华人民共和国、香港特别行政区、泰国、印度和新加坡，而韩国、菲律宾和台灣使用60赫兹。欧洲大部分国家使用50赫兹，美洲使用60赫兹的国家主要是墨西哥、美国、加拿大。
早在1800年代，東京的電力公司從德國引入50赫兹設備，大阪則從美國引入60赫兹設備，導致東日本及西日本處於不同频率的電網中。由於頻率不相同，東、西電網只能透過高壓直流互聯，變頻設施包括：新信濃變電所、南福光變電所及佐久間變電所。

### 峰值和有效值
正余弦交流电的峰值与振幅相对应，而有效值大小则由相同时间内产生相当焦耳热的直流电的大小来等效。交流电峰值{\displaystyle V_{P}}与均方根值{\displaystyle V_{RMS}}（有效值）的关系为{\displaystyle V_{P}={\sqrt {2}}V_{RMS}}。若市電為220V（如中國大陸），則220V表示均方根值，其峰值为311V。

#### 任意的波
- 對任意周期函數 {\displaystyle v(t)}，設周期的一半是{\displaystyle T}，角速度为{\displaystyle \omega }，则{\displaystyle T={\frac {\pi }{\omega }}}，均方根值為：

{\displaystyle V_{\mathrm {RMS} }^{2}={{\frac {1}{T}}\int _{0}^{T}{[v(t)]^{2}dt}}}

#### 正弦波
設交流電電壓{\displaystyle v(t)=V_{P}\sin(\omega t)}，因左右平移對求取面積沒有影響且一個週期的面積等於两倍一半周期的面积
則{\displaystyle {\begin{aligned}V_{\mathrm {RMS} }^{2}&={{\frac {1}{T}}\int _{0}^{T}[{V_{P}\sin(\omega t)]^{2}dt}}\\\end{aligned}}}
使用三角恆等式的幂简约公式中的{\displaystyle 2sin\alpha ^{2}=1-cos2\alpha }，則有
{\displaystyle {\begin{aligned}V_{\mathrm {RMS} }^{2}&=V_{P}^{2}\times {{\frac {1}{2T}}\int _{0}^{T}[{1-\cos(2\omega t)]dt}}\\&=V_{P}^{2}\times {{\frac {1}{2T}}\int _{0}^{T}{dt}}\\&={\frac {V_{P}^{2}}{2}}\end{aligned}}}
其中{\displaystyle {\begin{aligned}{\int _{0}^{T}[{1-\cos(2\omega t)]dt}}&={\int _{0}^{T}{dt}}+{\int _{0}^{T}{-\cos(2\omega t)dt}}\\&={\int _{0}^{T}{dt}}-{\int _{0}^{\frac {\pi }{\omega }}{\cos(2\omega t)dt}}\\\end{aligned}}}
用微積分基本定理，得{\displaystyle {\int _{0}^{T}{dt}}-{\int _{0}^{\frac {\pi }{\omega }}{\cos(2\omega t)dt}}=t{\bigg |}_{0}^{T}-{\frac {1}{2}}sin(2\omega t){\bigg |}_{0}^{\frac {\pi }{\omega }}=T}
所以{\displaystyle {\begin{aligned}V_{\mathrm {RMS} }&={\frac {V_{P}}{\sqrt {2}}}\end{aligned}}}，即{\displaystyle V_{P}={\sqrt {2}}V_{RMS}}

### 電功率
單相電
假設使用單相電連接到純電阻負載。
{\displaystyle v(t)=V\sin \omega t}
{\displaystyle i(t)={\frac {v(t)}{R}}={\frac {V\sin \omega t}{R}}}
{\displaystyle p(t)=v(t)\ i(t)={\frac {V^{2}}{R}}\sin ^{2}\omega t}
根據冪簡約公式，可得知功率振蕩是電壓頻率的兩倍。使用50Hz或60Hz單相電時，電器的輸出功率會以100Hz或120Hz振蕩。不過，人類不會觀察到電燈在高頻閃爍，因為此數字高于肉眼所能捕捉的幀數。
單相電的平均功率是
{\displaystyle P={\frac {1}{t_{2}-t_{1}}}\int _{t_{1}}^{t_{2}}p(t)\mathrm {d} t}
若把常數忽略不計
{\displaystyle {\begin{aligned}P&={{\frac {1}{T}}\int _{0}^{T}[{\sin(\omega t)]^{2}dt}}\\&={{\frac {1}{2T}}\int _{0}^{T}[{1-\cos(2\omega t)]dt}}\\&={{\frac {1}{2T}}\int _{0}^{T}{dt}}\\&={\frac {1}{2}}\end{aligned}}}
兩相電
兩相發電機的繞組以十字型分布，所以相差是90°，而不是180°。它的總功率是恆定的，每個相位需要2根電線，共4根。若容許使用兩款不同截面的電線，則可採用1根較大的共用中線（common neutral）代替2根中線，此時共需3根電線。
相角{\displaystyle \theta =\omega t=2\pi ft}
{\displaystyle {\begin{aligned}p(t)&=p_{1}+p_{2}\\&=\sin ^{2}\theta +\sin ^{2}(\theta +{\frac {\pi }{2}})\\&=\sin ^{2}\theta +\cos ^{2}\theta \\&=1\end{aligned}}}
三相電
三相發電機的輸出電壓具有120°相差，恆定的總功率。
{\displaystyle {\begin{aligned}p(t)&=p_{1}+p_{2}+p_{3}\\&=\sin ^{2}\theta +\sin ^{2}\left(\theta -{\frac {2\pi }{3}}\right)+\sin ^{2}\left(\theta +{\frac {2\pi }{3}}\right)\\&={\frac {1}{2}}[1-\cos 2\theta +1-\cos 2(\theta -{\frac {2\pi }{3}})+1-\cos 2(\theta +{\frac {2\pi }{3}})]\\&={\frac {1}{2}}[3-\cos 2\theta -2\cos 2\theta \cos {\frac {4\pi }{3}}]\\&={\frac {1}{2}}[3-\cos 2\theta +\cos 2\theta ]\\&={\frac {3}{2}}\end{aligned}}}
此外，共用中線的電流為零，所以三相平衡負載不需安裝中線，節省了安裝1根導體的成本和空間。同時，也沒有因電流流過中線而產生的壓降及銅損，三相電力系統具備最佳的經濟效益，這是世界各國的電網均採用三相電的主要原因。
{\displaystyle {\begin{aligned}i(t)&=i_{1}+i_{2}+i_{3}\\&=\sin \theta +\sin(\theta -{\frac {2\pi }{3}})+\sin(\theta +{\frac {2\pi }{3}})\\&=\sin \theta +2\sin \theta \cos {\frac {2\pi }{3}}\\&=\sin \theta -\sin \theta \\&=0\end{aligned}}}

## 發電機

旋轉磁場發電機

交流發電機通常採用旋轉磁場設計，電樞靜止，這樣便不需要使用電刷和滑環取電。
同步發電機的磁場來自永久磁鐵或電磁鐵。發電廠使用的大型同步發電機可透過控制勵磁系統（電磁鐵）來改變輸出電壓及無功功率。
非同步發電機沒有磁石，利用定子與轉子間氣隙旋轉磁場，與轉子繞組中感應電流相互作用來發電。非同步發電機需要電容或同步發電機提供無功功率才可以運作，因此通常不能黑啟動，即是不借助外部電力來啟動。

## 电力传输
交流电被广泛运用于电力的传输，因为在以往的技术条件下交流输电比直流输电更有效率。传输的电流在导线上的耗散功率可用焦耳定律（{\displaystyle P=I^{2}R}）求得，显然要降低能量损耗需要降低传输的电流或电线的电阻。由于成本和技术所限，很难降低目前使用的输电线路（如铜线）的电阻，所以降低传输的电流是唯一而且有效的方法。根据P=IU（实际上有功功率{\displaystyle P=IU\cos \phi }），提高电网的电压即可降低导线中的电流，以达到节约能源的目的。
而交流电升降压容易的特点正好适合实现高压输电。使用结构简单的升压变压器即可将交流电升至几千至几十万伏特，从而使电线上的电力损失极少。在城市内一般使用降压变压器将电压降至几万至几千伏以保证安全，在进户之前再次降低至市电电压或者适用的电压供用电器使用。
隨着電力電子學的發展，愈來愈多長距離輸電採用高壓直流輸電（HVDC），直流電功率因素是1，效率更高。在日本，糸魚川靜岡構造線以東為50Hz、以西為60Hz，在靜岡縣與長野縣設有三處頻率轉換變電所聯網，而本州與北海道及四國間則以海底HVDC連結。

## 交流電相位分類
目前各國使用的交流电相位主要為單相及三相。

### 單相电
單相交流電，其电缆有一条火线和一条中線，用於一般住宅及商業樓宇。

### 三相电
三相交流电，輸電時只有三条火线，供電給低壓設備時通常有三条火线和中線。只使用其中一条相线及中線，便是單相電。
三条火线上的正弦波各有120°相位差，主要為工業用。
{\displaystyle V_{\mathrm {AN} }=220\angle 0^{\circ }}
{\displaystyle V_{\mathrm {BN} }=220\angle 120^{\circ }}
{\displaystyle V_{\mathrm {CN} }=220\angle 240^{\circ }}
如果相電壓是220V，線電壓則是380V。
{\displaystyle V_{\mathrm {AB} }=V_{\mathrm {AN} }-V_{\mathrm {BN} }=380}

## 參看
- 直流電
- 輸電系統
- 交流發電機
- 單相電
- 二相電
- 三相電
- 三相 (電學)

## 引用
1. ↑  . 美国专利及商标局. 1891-03-10  [2016-11-28]. （原始内容存档于2020-12-05） （英语）.

## 外部連結

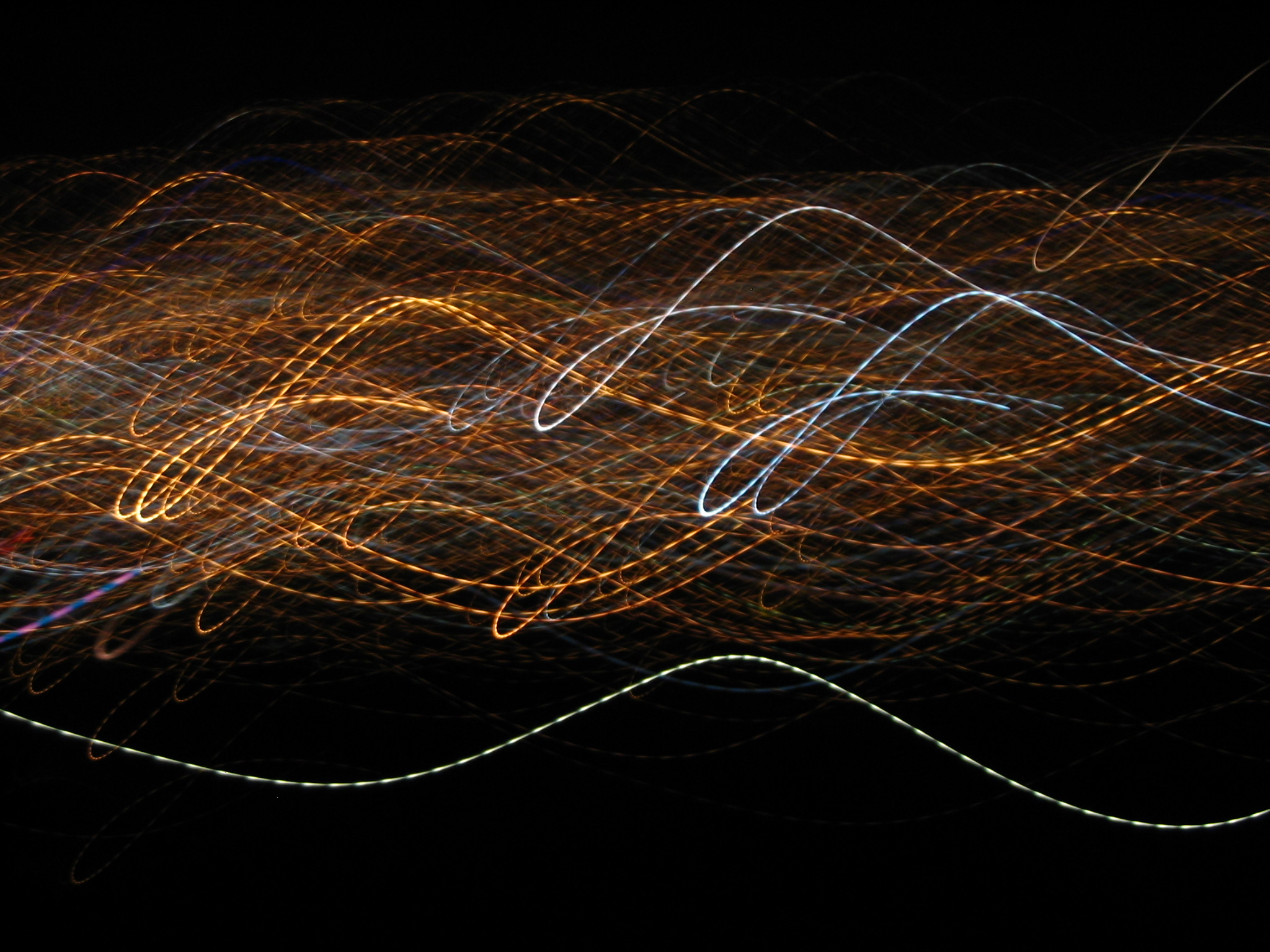
在曝光期內來回移動的照相機对許多固定路灯拍攝到的照片。由于电压的变化，每盞交流電路灯光留下的個別軌跡是虚线。

交流電的波形

- "Alternating Current: Alternating Current". Interactive Java tutorial explaining alternating current. （National High Magnetic Field Laboratory）
- "AC/DC: What's the Difference（页面存档备份，存于）?". Edison's Miracle of Light, American Experience（页面存档备份，存于）. (PBS)
- "AC/DC: Inside the AC Generator（页面存档备份，存于）". Edison's Miracle of Light, American Experience. (PBS)
- Kuphaldt, Tony R., "Lessons In Electric Circuits : Volume II - AC（页面存档备份，存于）". March 8, 2003. (Design Science License)
- Nave, C. R., "Alternating Current Circuits Concepts（页面存档备份，存于）". HyperPhysics.
- "Alternating Current（页面存档备份，存于）（AC）". Magnetic Particle Inspection, Nondestructive Testing Encyclopedia.
- "Alternating current". Analog Process Control Services.
- Hiob, Eric, "An Application of Trigonometry and Vectors to Alternating Current（页面存档备份，存于）". British Columbia Institute of Technology, 2004.
- "Introduction to alternating current and transformers". Integrated Publishing.
- "Wind Energy Reference Manual Part 4: Electricity". Danish Wind Industry Association, 2003.
- Chan. Keelin, "Alternating current Tools". JC Physics, 2002.
- Williams, Trip "Kingpin", "Understanding Alternating Current（页面存档备份，存于）, Some more power concepts".
- "Table of Voltage, Frequency, TV Broadcasting system, Radio Broadcasting, by Country（页面存档备份，存于）".
- Professor Mark Csele's tour of the 25 Hz Rankine generating station（页面存档备份，存于）
- 50/60 hertz information（页面存档备份，存于）
- AC circuits（页面存档备份，存于） Animations and explanations of vector（phasor）representation of RLC circuits
- Blalock, Thomas J., "The Frequency Changer Era: Interconnecting Systems of Varying Cycles". The history of various frequencies and interconversion schemes in the US at the beginning of the 20th century